# Hololeprus variolosus
Hololeprus variolosus är en skalbaggsart som beskrevs av Gerstaecker 1884. Hololeprus variolosus ingår i släktet Hololeprus och familjen långhorningar.
Artens utbredningsområde är Kenya. Inga underarter finns listade i Catalogue of Life.